# Boeing MQ-28
Die Boeing MQ-28 Ghost Bat ist ein unbemanntes Kampfflugzeug (UCAV), das ein bemanntes Kampfflugzeug in seinen Kampfhandlungen nach dem Konzept des Loyal Wingman unterstützen soll. Die Entwicklung und Produktion erfolgt bei Boeing Defence Australia.
Das bis März 2022 als Boeing Airpower Teaming System bekannte Luftfahrzeug besitzt Stealth-Eigenschaften und die Fähigkeit zum autonomen Einsatz.

## Geschichte
Im Februar 2019 stellte Boeing die Drohne und das Konzept vor. Auftraggeber der Entwicklung ist die Royal Australian Air Force. Im Februar 2021 flog der erste von mindestens 2 Prototypen. Im Jahr zuvor war das Konzept mit verkleinerten Modellen erprobt worden. Bis im Mai 2023 waren 4 Entwicklungsflugzeuge gebaut. Die Flugzeugnase wird je nach Einsatzauftrag ausgewechselt.
Fast 400 Millionen australische Dollar wurden Anfang 2024 für die zweite Entwicklungsstufe bewilligt mit drei Flugzeugen der Stufe Block 2. Für 2025 wurde eine Demo-Kampagne mit diesen verbesserten Flugzeugen angekündigt.
50 Jahre lang war zuvor in Australien kein Kampfflugzeug mehr entwickelt worden.
Australien bestellte 13 Stück, die USA interessierten sich als weiterer Kunde.